# Gerhard I. (Vaudémont)
Gerhard von Elsass (* um 1057; † 1108) war ab 1070 der erste Graf von Vaudémont. Er war der zweite Sohn von Herzog Gerhard von Lothringen.
Nach dem Tod seines Vaters im Jahr 1070 beanspruchte er einen Teil des Erbes für sich, und verwüstete, um seinen Anspruch zu bekräftigen den südlichen Teil Lothringens. Herzog Dietrich II., sein Bruder, war so stark in seine Auseinandersetzungen um die Nachfolge mit Ludwig, Graf von Mömpelgard und Bar eingebunden, dass er ihm das Saintois überließ, den pagus rund um Vaudémont; Kaiser Heinrich IV. gestand ihm den Titel eines Grafen zu. Ab diesem Zeitpunkt arbeitete er eng mit seinem Bruder zusammen und erfüllte die Aufgabe, die Südgrenze des Herzogtums zu sichern.
Jean de Bayon berichtet einige Jahrhunderte später, Gerhard sei im Kampf gegen den Herzog von Burgund um 1080 in dessen Gefangenschaft geraten, doch ist er der einzige, der diesen Punkt erwähnt. Tatsächlich jedoch wechselte in dieser Zeit die Oberhoheit über Charmes und Ramberailles vom Grafen von Vaudémont zum Herzog von Burgund, was Bayons Bericht einige Glaubwürdigkeit verleiht.
Gerhard wird in vielen klösterlichen Dokumenten erwähnt, als Unterzeichner oder als Zeuge, mit Ausnahme der Zeit zwischen 1097 und 1101 – die Zeit des Ersten Kreuzzugs, was wiederum nahelegt, dass er daran teilgenommen hat, auch wenn kein Chronist eine Teilnahme erwähnt.
Um 1080 heiratete er Hedwig (Helwidis) von Egisheim († um 1126), Tochter von Gerhard II., Graf von Egisheim und Dagsburg. Ihre Kinder waren:
- Hugo I. († 1155)
- Gisela (1090 † 1141), ⚭ I Renard III. Graf von Toul; ⚭ II Rainald I. († 1149), Graf von Bar (Haus Scarponnois)
- Stephanie († 1160/88), ⚭ Friedrich I. († 1160), Graf von Pfirt (Haus Scarponnois)
- Judith († um 1163), Äbtissin von Remiremont, dann Äbtissin von Saint-Pierre-aux-Nonnains in Metz